# Mariano Stendardo
Mariano Stendardo (Napoli, 2 maggio 1983) è un ex calciatore italiano, di ruolo difensore.

## Biografia
È il fratello minore dell'ex calciatore attuale allenatore Guglielmo Stendardo.

## Carriera

### Club
Difensore centrale, cresce nelle giovanili del Napoli, che nel 2001 lo fa esordire in Serie B.
Dopo molti passaggi in varie società di diverse categorie, è nel 2005 che ottiene posto in prima squadra nel Bellaria Igea Marina, militante in Serie C2.
Nella stagione 2006-2007 è in Serie C1 con la Cremonese.
Nel 2007-2008 passa dall'Atalanta al Messina, dove disputerà 35 partite segnando 2 gol in Serie B.
Nel 2008-2009 passa in prestito dal Genoa, che l'aveva precedentemente acquistato dall'Atalanta, al Grosseto, in Serie B.
Il 10 luglio 2009, rientrato al Genoa, viene ceduto in prestito alla Salernitana. Alla fine del prestito torna nuovamente al Genoa.
Il 31 gennaio 2011 passa al Pisa, in Lega Pro Prima Divisione. Dopo 4 partite si infortunerà al polpaccio e terminerà la stagione.
Il 25 luglio 2011 firma un contratto annuale con opzione per il secondo con la Ternana.
Il 21 febbraio 2012 la Commissione Disciplinare della FIGC gli infligge una squalifica di sessanta giorni e un'ammenda di 15.000 euro per un'irregolarità contrattuale risalente ai tempi della Salernitana. Insieme a lui hanno ricevuto una squalifica anche il giocatore Francesco Caputo e i procuratori Enrico e Gaetano Fedele.
A fine stagione non rinnova con il club rossoverde rimanendo così svincolato.
Ritrova squadra a i primi di novembre 2012 quando firma un accordo con il Treviso in Lega Pro Prima Divisione.
Dopo 20 presenze e un gol in campionato rimane svincolato in seguito alla retrocessione in Seconda Divisione.
Nell'estate 2013 firma per il Savoia, scendendo in Serie D.
Il 16 luglio 2014 il Barletta ufficializza il suo arrivo a titolo definitivo.
In seguito alla non iscrizione del Barletta alla Lega Pro per la stagione 2015-16, Stendardo resta svincolato, e il 19 luglio 2015 la Fidelis Andria, club neo promosso in Lega Pro, ufficializza il suo ingaggio per la durata di due stagioni. La Fidelis in quella stagione risulterà la migliore difesa di Italia con il minor numero di reti subite.
Il 10 agosto 2016 viene ufficializzato il suo passaggio al Taranto. Debutta con la maglia rossoblu il 17 agosto, nell'incontro di Coppa Italia Lega Pro 2016-2017 contro il Melfi (vinto dai pugliesi con il punteggio di 2-1). Il 28 agosto segna su punizione il suo primo gol con la maglia degli ionici in occasione della sfida contro il Matera, valevole per la prima giornata di campionato.
Nel campionato successivo viene ingaggiato dal Matera, sempre nel campionato di Serie C. Lasciati i lucani si accorda con la Paganese per il 2019-2020, mentre per il 2020-2021 milita nel Giugliano, in Serie D. Al termine della stagione rimane svincolato.
Ha allenato nella stagione 2022-2023 gli under 18 della società Cavese mentre ha allenato l'under 17 della Casertana nella stagione 2023-2024.

### Nazionale
Nel 2000 ha giocato una partita con la nazionale Under-16.

## Statistiche

### Presenze e reti nei club
| Stagione        | Squadra              | Campionato      | Campionato | Campionato | Coppe nazionali | Coppe nazionali | Coppe nazionali | Coppe continentali | Coppe continentali | Coppe continentali | Altre coppe | Altre coppe | Altre coppe | Totale | Totale |
| Stagione        | Squadra              | Comp            | Pres       | Reti       | Comp            | Pres            | Reti            | Comp               | Pres               | Reti               | Comp        | Pres        | Reti        | Pres   | Reti   |
| --------------- | -------------------- | --------------- | ---------- | ---------- | --------------- | --------------- | --------------- | ------------------ | ------------------ | ------------------ | ----------- | ----------- | ----------- | ------ | ------ |
| 2000-2001       | Napoli               | A               | 0          | 0          | CI              | 0               | 0               | -                  | -                  | -                  | -           | -           | -           | 0      | 0      |
| 2001-2002       | Napoli               | B               | 1          | 0          | CI              | 0               | 0               | -                  | -                  | -                  | -           | -           | -           | 1      | 0      |
| 2002-2003       | Napoli               | B               | 8          | 0          | CI              | 0               | 0               | -                  | -                  | -                  | -           | -           | -           | 8      | 0      |
| Totale Napoli   | Totale Napoli        | Totale Napoli   | 9          | 0          |                 | 0               | 0               |                    | -                  | -                  |             | -           | -           | 9      | 0      |
| 2003-gen. 2004  | Taranto              | C1              | 5          | 0          | CI-C            | 2               | 0               | -                  | -                  | -                  | -           | -           | -           | 7      | 0      |
| gen.-giu. 2004  | Lecce                | A               | 0          | 0          | CI              | -               | -               | -                  | -                  | -                  | -           | -           | -           | 0      | 0      |
| 2004-gen. 2005  | Perugia              | B               | 0          | 0          | CI              | 2               | 0               | -                  | -                  | -                  | -           | -           | -           | 2      | 0      |
| gen.-giu. 2005  | Atalanta             | A               | 0          | 0          | CI              | 0               | 0               | -                  | -                  | -                  | -           | -           | -           | 0      | 0      |
| 2005-2006       | Bellaria Igea Marina | C2              | 32         | 4          | CI-C            | 0               | 0               | -                  | -                  | -                  | -           | -           | -           | 32     | 4      |
| 2006-2007       | Cremonese            | C1              | 31         | 5          | CI+CI-C         | 0+2             | 0               | -                  | -                  | -                  | -           | -           | -           | 33     | 5      |
| 2007-2008       | Messina              | B               | 35         | 2          | CI              | 0               | 0               | -                  | -                  | -                  | -           | -           | -           | 35     | 2      |
| 2008-2009       | Grosseto             | B               | 32+2       | 0          | CI              | 0               | 0               | -                  | -                  | -                  | -           | -           | -           | 34     | 0      |
| 2009-2010       | Salernitana          | B               | 28         | 2          | CI              | 2               | 0               | -                  | -                  | -                  | -           | -           | -           | 30     | 2      |
| 2010-gen. 2011  | Genoa                | A               | 0          | 0          | CI              | 0               | 0               | -                  | -                  | -                  | -           | -           | -           | 0      | 0      |
| gen.-giu. 2011  | Pisa                 | 1D              | 4          | 0          | CI-LP           | 2               | 0               | -                  | -                  | -                  | -           | -           | -           | 6      | 0      |
| 2011-2012       | Ternana              | 1D              | 5          | 0          | CI-LP           | 6               | 1               | -                  | -                  | -                  | SL-PD       | 1           | 0           | 12     | 1      |
| nov. 2012-2013  | Treviso              | 1D              | 20         | 1          | CI+CI-LP        | -               | -               | -                  | -                  | -                  | -           | -           | -           | 20     | 1      |
| 2013-2014       | Savoia               | D               | 31+1       | 2          | CI+CI-D         | 0+2             | 0               | -                  | -                  | -                  | -           | -           | -           | 34     | 2      |
| 2015-2016       | Fidelis Andria       | LP              | 32         | 0          | CI-LP           | 2               | 0               | -                  | -                  | -                  | -           | -           | -           | 34     | 0      |
| 2016-2017       | Taranto              | LP              | 19         | 1          | CI-LP           | 2               | 1               |                    |                    |                    |             |             |             | 21     | 2      |
| Totale Taranto  | Totale Taranto       | Totale Taranto  | 24         | 1          |                 | 4               | 1               |                    | -                  | -                  |             | -           | -           | 28     | 2      |
| 2017-2018       | Matera               | C               | 4          | 1          | CI+CI-C         | 2+0             | 0               | -                  | -                  | -                  | -           | -           | -           | 6      | 1      |
| 2018-gen. 2019  | Matera               | C               | 16         | 1          | CI-C            | 0               | 0               | -                  | -                  | -                  | -           | -           | -           | 16     | 1      |
| Totale Matera   | Totale Matera        | Totale Matera   | 20         | 1          |                 | 2               | 0               |                    | -                  | -                  |             | -           | -           | 22     | 1      |
| gen.-giu. 2019  | Paganese             | C               | 12+2       | 0          | CI-C            | 0               | 0               | -                  | -                  | -                  | -           | -           | -           | 14     | 0      |
| 2019-2020       | Paganese             | C               | 27         | 1          | CIC             | 0               | 0               | -                  | -                  | -                  | -           | -           | -           | 27     | 1      |
| Totale Paganese | Totale Paganese      | Totale Paganese | 39+2       | 1          |                 | 0               | 0               |                    | -                  | -                  |             | -           | -           | 41     | 1      |
| 2020-2021       | Giugliano            | D               | 28         | 1          | CI-D            | 0               | 0               | -                  | -                  | -                  | -           | -           | -           | 28     | 1      |
| Totale carriera | Totale carriera      | Totale carriera | 370+5      | 21         |                 | 22              | 2               |                    | -                  | -                  |             | 1           | 0           | 398    | 23     |

## Palmarès

### Club

#### Competizioni giovanili
- Campionato Primavera: 1

Lecce: 2003-2004

#### Competizioni nazionali
- Lega Pro Prima Divisione: 1

Ternana: 2011-2012
- Serie D: 1

Savoia: 2013-2014